# Pinelia trójlistkowa
Pinelia trójlistkowa (Pinellia ternata (Thunb.) Makino) – gatunek rośliny zielnej należący do rodziny obrazkowatych, endemiczny dla Chin i regionów klimatu umiarkowanego wschodniej Azji, introdukowany w Europie, Ameryce Północnej i Australii.

## Morfologia

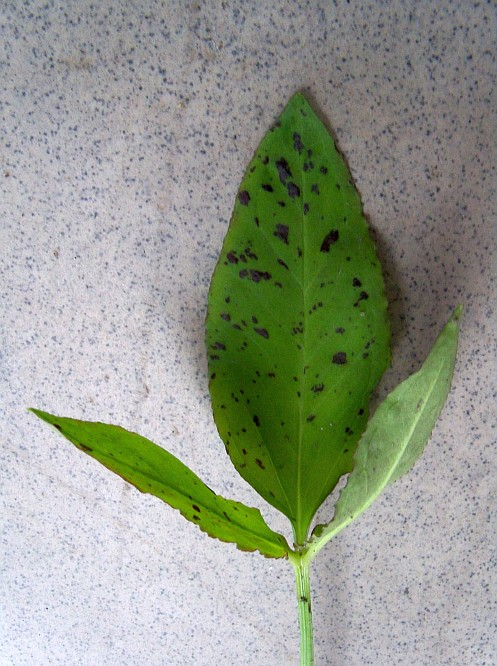
Liść z dużą ilością czarnych plamek.

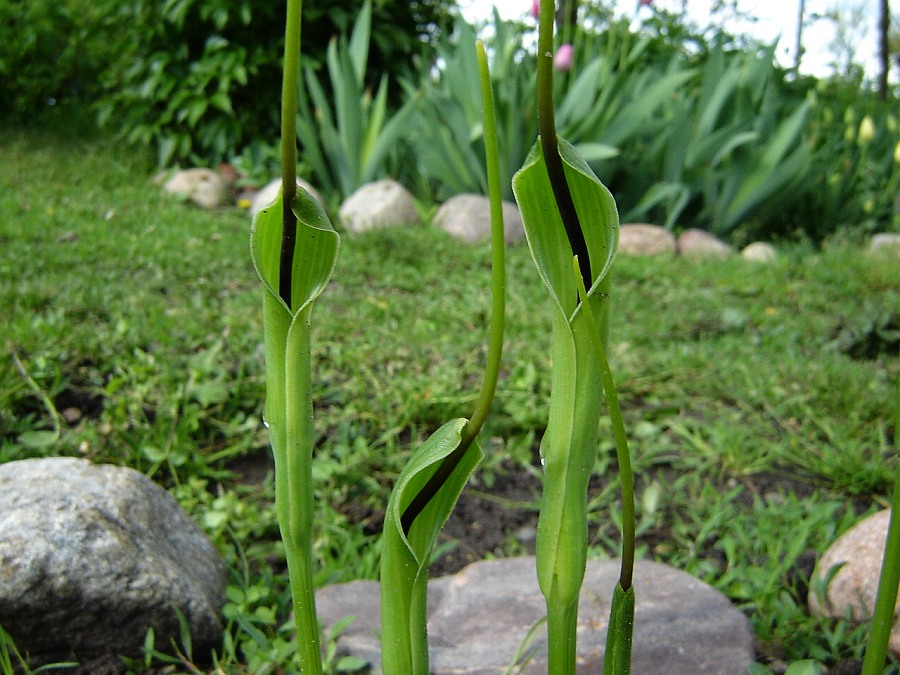
Kwiatostany formy zielonej

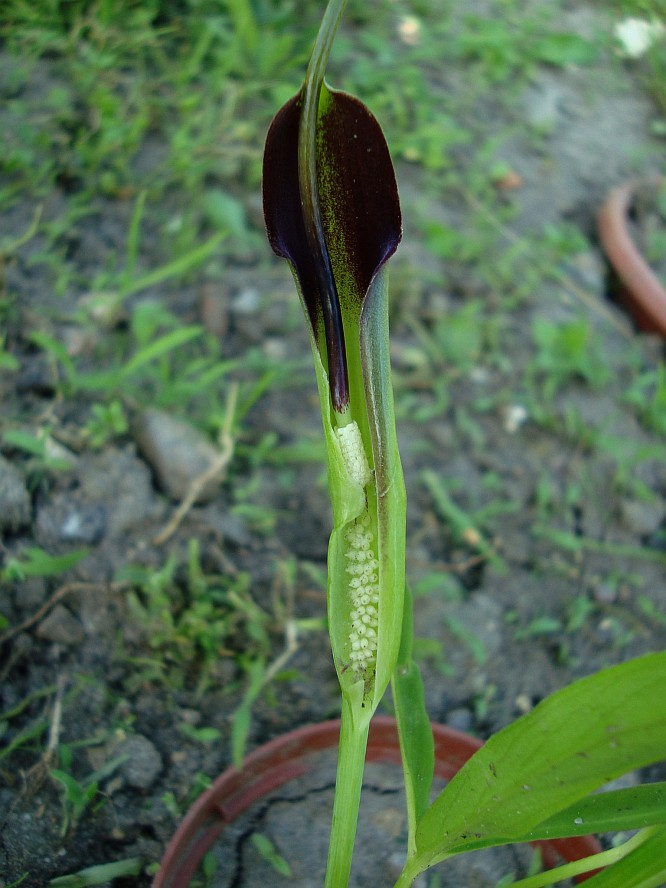
Odmiana 'Atropurpurea', wnętrze kwiatostanu

PokrójKępiasta roślina zielna o wysokości od 15 do 35 cm.
ŁodygaTworzy cebulopodobną, niemal okrągłą bulwę pędową o średnicy od 1 do 2 cm. Bulwki powstają wokół pochew liściowych, na ogonkach oraz u podstawy blaszek liściowych.
LiścieOd 2 do 5 liści wyrasta na zielonych ogonkach o wysokości od 15 do 20 cm, usadowionych w pochwach liściowych.  Blaszki liści są trójlistkowe i wachlarzowatopalczaste; listki podłużno-eliptyczne lub lancetowate, z wierzchu zielone, niekiedy z ciemnymi plamkami, pod spodem zielonkawe, u szczytu spiczaste, u podstawy klinowate. Rozmiar listków wynosi od 3×1 do 10×3 cm. Po każdej stronie jest od 7 do 10 poprzecznych żyłek, formujących żyłkę brzegową.
KwiatyRoślina jednopienna. Pojedynczy kwiatostan typu kolbowatego pseudancjum pojawia się na zielonej szypułce, dłuższej od ogonków liściowych, o wysokości od 15 do 25 cm. Pochwa kwiatostanu, o długości od 6 do 7 cm, jest zielonkawa lub biaława, zielona do ciemnopurpurowej na brzegach. W dolnej części tworzy wąską, cylindryczną komorę o długości od 1,5 do 2 cm; u góry podłużna, tępa lub ostra. Kolba o długości od 9 do 10 cm. W jej dolnej części, na długości około 2 cm, położone są kwiaty żeńskie, po których następuje około 3 do 6 mm odcinek sterylny i 6 do 8 mm odcinek kwiatów męskich. Wyrostek kolby wydłużony, podniesiony lub esowaty, o długości do 8 cm, w kolorze od zielonego do fioletowego. Kwiaty żeńskie położone gęsto. Słupki o długości około 2,2 mm. Zalążnia jajowata, o długości około 1,8 mm i średnicy około 1 mm. Znamię słupka małe, o średnicy około 0,2 mm, węższe od szyjki. Pylniki wydłużone, o długości około 1,2 mm, otwierane przez szparkę.
OwoceŻółtozielone lub białawe, jajowate jagody, zawierają jedno nasiono.

## Biologia i ekologia
Bylina, geofit, okresowo uśpiona. Kwitnie od maja do lipca, owocuje od lipca do września. Rośnie na łąkach, we wtórnych lasach, na nieużytkach oraz dziko na polach uprawnych, do wysokości 2500 m. Liczba chromosomów 2n=91, 2n=104, 2n=117 lub 2n=130.

## Synonimy
Synonimy nomenklaturowe
- Arum ternatum Thunb. (basonim)
- Arisaema ternatum (Thunb.) Schott in H.W.Schott & S.L.Endlicher
- Alocasia ternata (Thunb.) Raf.
- Atherurus ternatus (Thunb.) Blume

Synonimy taksonomiczne
- Arum atrorubens (nom. illeg.)
- Arum bulbiferum (nom. illeg.)
- Arum bulbosum
- Arum fornicatum
- Arum macrourum
- Arum subulatum
- Arum triphyllum (nom. illeg.)
- Arisaema cochinchinense
- Arisaema loureiroi
- Arisaema macrourum
- Hemicarpurus fornicatus
- Pinellia angustata
- Pinellia cochinchinensis
- Pinellia fornicata
- Pinellia koreana
- Pinellia ternata var. angustata
- Pinellia ternata f. angustata
- Pinellia ternata var. atropurpurea
- Pinellia ternata var. giraldiana
- Pinellia ternata var. subpandurata
- Pinellia ternata var. vulgaris
- Pinellia ternata f. atropurpurea
- Pinellia tuberifera
- Pinellia tuberifera var. subpandurata
- Typhonium tuberculigerum

## Zastosowanie
Roślina leczniczaSurowcem zielarskim jest bulwa (tuber).
W tradycyjnej medycynie chińskiej sproszkowane bulwy, zwane ban xia, uznawane są za środek o działaniu poronnym, przeciwbólowym, znieczulającym, przeciwdopełniaczowym, antydepresyjnym, przeciwwymiotnym, przeciwzapalnym, przeciwkaszlowym, cholinergicznym, napotnym, moczopędnym, wyksztuśnym, gastrotonicznym, przeciwkrwotocznym, immunomodulacyjnym, uspokajającym, wzmacniającym oraz przeciw łysieniu. Stosowany jest również do wzmacniania śledziony, pozbywania się śluzu z płuc i żołądka oraz w mieszance do bezoperacyjnego usuwania kamieni żółciowych. Surowe bulwy są cierpkie i zawierają toksyny, które są neutralizowane przez suszenie lub macerowanie w herbacie lub occie. Standardowa dawka wynosi od 5 do 10 gramów surowca. Z bulw tego gatunku, soku z kłączy imbiru oraz ługu produkuje się lek o nazwie zhi ban xia, o szczególnym działaniu przeciwgorączkowym, przeciwmalarycznym, przeciwkaszlowym, przeciwwymiotnym, ściągającym, przeczyszczającym i wywołującym poród.
Surowiec zielarski zawiera ponad 269 składników czynnych, w tym: 3,4-dihydroxybenzaldehyd, 3,4-dihydroxybenzaldehyd-diglikozyd, argininę, cholinę, cynk, D-glukozę, glicynę, kwas asparaginowy, kwas D-glukozowy, kwas glutaminowy, kwas homogentyzynowo-glikozydowy, Kwas homogentyzynowy, kwas izooleidowy, kwas oleinowy, kwas palmitynowy, kwas stearynowy, kwas Δ-6-oktadekanowy, l-efedrynę, l-ramnozę, magnez, mangan, ornitynę, potas, seryny, sód, szczawian wapnia, wapń, żelazo, β-sitosterol i β-sitosterol-3-O-β-D-glikozyd, które są odpowiedzialne za szereg medycznych właściwości tego surowca, w tym przede wszystkim: anty-PMS, antyalkoholowe, antyandrogenne, antyanemiczne, antyartretyczne, antyarytmiczne, antydepresyjne, antyencefalopatyczne, antyoksydacyjne, inhibitor reduktazy 5-alfa, moczopędne, nasenne, obniżające poziom cholesterolu, owadobójcze, pobudzające, przeciw chorobie Alzheimera,  przeciw osteoporozie, przeciw syndromowi X, przeciw łysieniu, przeciw zapaleniu prostaty, przeciwcukrzycowe, przeciwlękowe,  przeciwnadciśnieniowe, przeciwnowotworowe, przeciwpadaczkowe, przeciwzapalne, przeczyszczające, rozszerzające naczynia krwionośne i wzmagające odporność.
Roślina jadalnaPędy podziemne rośliny uważane są za jadalne po wysuszeniu i ugotowaniu. Surowe są trujące.
Roślina ozdobnaWalorem są szerokie liście i oryginalne kwiatostany.

## Uprawa
Z uwagi na swoje właściwości lecznicze rośliny te są uprawiane w Chinach i Korei. Ze względu na walory ozdobne gatunek ten uprawiany jest na świecie również w ogrodach. Pinelia trójlistkowa jest całkowicie mrozoodporna. Wymaga gleb kwaśnych, przepuszczalnych i próchniczych oraz miejsc zacienionych i wilgotnych. Łatwo rozmnaża się z nasion, bulwek i bulw przybyszowych.